# Jean-Claude Colliard
 (janvier 2013).
Si vous disposez d'ouvrages ou d'articles de référence ou si vous connaissez des sites web de qualité traitant du thème abordé ici, merci de compléter l'article en donnant les références utiles à sa vérifiabilité et en les liant à la section « Notes et références ».
Pour les articles homonymes, voir Colliard.
Jean-Claude Colliard, né le 15 mars 1946 à Paris et mort le 26 mars 2014 dans la même ville, est un juriste et administrateur français.
Il est l'un des spécialistes français du gouvernement comparé (spécialité de politique comparée, domaine de recherche de la science politique), agrégé de droit public et de sciences politiques.
Membre du Conseil constitutionnel de mars 1998 jusqu'à fin février 2007, il est président de l'université Panthéon-Sorbonne de 2009 à 2012, puis président du PRES Hautes Études-Sorbonne-Arts et Métiers (de juin 2012 à sa mort).

## Biographie
Jean-Claude Colliard est le deuxième « doyen Colliard » : son père, Claude-Albert, était également un professeur de droit reconnu, spécialisé en droit international. D'une famille originaire du sud de la France, il a été membre du conseil municipal de La Ciotat.

### Formation
Il fait ses études secondaires au lycée Champollion à Grenoble et au lycée Henri-IV à Paris, puis fréquente la faculté de droit de Paris et l'Institut d'études politiques de Paris (promotion 1967, section Pol. et Soc.). 
Il est agrégé de sciences politiques et de droit public, et docteur en droit (1972). 

### Carrière
De 1968 à 1972, Jean-Claude Colliard est assistant à la faculté de droit de Paris, puis à l'université Paris 1 Panthéon-Sorbonne. Il devient maître de conférences à l'Institut d'études politiques de Paris, où il reste jusqu'en 1981.
À partir de 1974, il est également professeur à l'Institut régional d'administration de Nantes et enseigne le droit à la faculté de droit de l'université de Nantes, dont il est le doyen entre 1980 et 1982.
De retour à Paris, il enseigne à l'université Paris 1 Panthéon-Sorbonne en 1985 et devient directeur du département de science politique de cette même université dix ans plus tard.
Il rejoint l'équipe de campagne de François Mitterrand lors des élections de 1981, aux côtés de Jacques Fournier, Nicole Questiaux, Nathalie Duhamel, Michel Vauzelle, Jean Glavany, Hubert Védrine, Alain Boublil, Jacques Attali, puis fait partie de l'« antenne présidentielle » chargée de gérer la transition de pouvoir. Il devient la même année directeur adjoint, puis directeur du cabinet de François Mitterrand, président de la République. Il est chargé, entre autres, de la communication et des télévisions. Il y reste jusqu'en 1988 puis dirige le cabinet de Laurent Fabius, président de l'Assemblée nationale.
Il se lance dans la course des élections législatives françaises de 1988, avec Olivier Spithakis comme suppléant.
De juin 1992 à février 1993, il est membre de la Commission Vedel de réflexion sur la réforme du mode de scrutin, et membre du comité consultatif pour la révision de la Constitution, présidé par Georges Vedel.
De mars 1998 à mars 2007, Jean-Claude Colliard est membre du Conseil constitutionnel, nommé par Laurent Fabius, toujours en sa qualité de président de l'Assemblée nationale.
Il est président de la Fondation Santé des étudiants de France (FSEF), qui gère des établissements de santé accueillant des jeunes en « soins-études », de 2007 jusqu'à son décès.
Il est élu le 16 mars 2009 à la présidence de l'université Paris 1 Panthéon-Sorbonne et occupe cette fonction jusqu'au 14 mai 2012. Il cède sa place à l'historien Philippe Boutry.
Il a été cité comme un des trois « sages » chargés de veiller à la régularité des primaires socialistes de 2011.
Il est, de juin 2012 jusqu'à son décès le président du PRES Hautes Études-Sorbonne-Arts et Métiers.

## Décorations et hommage
- Commandeur de la Légion d'honneur[9]
- Officier de l'ordre des Palmes académiques

La bibliothèque universitaire de droit de l'université Paris 1 Panthéon-Sorbonne, située sur le campus de Port-Royal et inaugurée en 2019, porte le nom de Jean-Claude Colliard.

## Œuvres
- Jean-Claude Colliard, Les Républicains indépendants -Valéry Giscard d'Estaing, PUF, 1971, 325 p.
- Jean-Claude Colliard, Les régimes parlementaires contemporains, Les Presses de Sciences Po, 1978, 369 p. (ISBN 978-2-7246-0401-6)

Jean-Claude Colliard a également rédigé la Constitution de la Principauté d'Andorre[réf. nécessaire].